# Hamlets
Hamlets (conegut prèviament com a IBM Servlet-based Content Creation Framework) és el nom d'un sistema de Codi obert per generar pàgines web, desenvolupat originalment per René Pawlitzek d'IBM. Un Hamlet es defineix com una extensió a un servlet que llegeix plantilles en format XHTML fent servir SAX (Simple API for XML) i afegeix contingut dinàmicament en llocs de la plantilla que són assenyalats amb etiquetes i identificadors especials. Un compilador de plantilles es pot fer servir per a accelerar l'operació de Hamlets.
Hamlets proporciona un entorn de treball que facilita el desenvolupament d'aplicacions basades en Web, i que és fàcil de fer servir i d'entendre, lleuger i petit, basat en servlets. Hamlets no tan sols en permet l'ús sinó que fa obligatòria la separació entre contingut i presentació.